# オルネク
オルネク（クリミア・タタール語: Örnek、ウクライナ語: Орнек）は、クリミア・タタール人の伝統的な装飾芸術であり、クリミア・タタール文化の重要な要素の一つである。植物や幾何学模様を基調とした対称的または非対称的なデザインが特徴で、衣類、工芸品、建築装飾に広く用いられる。結婚式や宗教行事での装飾、家庭用品、現代アートにも活用され、民族のアイデンティティを象徴する。オルネクとその知識は、2018年にウクライナの無形文化遺産全国リストに、2021年にユネスコの無形文化遺産代表リストに登録された。2014年のロシアによるクリミア併合以降、オルネクは占領下での文化的抵抗とウクライナ本土での民族団結のシンボルとして国際的な注目を集めている。

## 歴史的背景
オルネクの起源は、13世紀から18世紀にかけて繁栄したクリム・ハン国に遡る。この時期、クリミア・タタール人はオスマン帝国やペルシアの芸術から影響を受け、植物や幾何学模様を組み合わせた独自の装飾スタイルを確立した。例えば、チューリップや渦巻き模様はオスマン宮廷のタイル装飾と類似し、シルクロードの交易を通じてクリミアに導入された。クリム・ハン国の宮廷では、オルネクが衣装や陶器、建築装飾に用いられ、文化的繁栄を象徴した。
1783年のロシア帝国によるクリミア併合後、オルネクは家庭やモスクの装飾として存続したが、ソビエト時代には文化的抑圧により公的表現が制限された。1944年のクリミア・タタール人追放（スュルギュン）では、クリミア・タタール人が中央アジアに強制移住させられ、伝統文化の維持が困難になった。しかし、女性たちが刺繍や織物を通じてオルネクを密かに継承し、民族の記憶を保持した。1990年代のウクライナへの帰還後、オルネクはバフチサライの博物館展示や学校でのワークショップを通じて復興し、クリミア・タタール人の文化的アイデンティティを再構築する中心となった。2014年のロシアによるクリミア再占領後、オルネクは国際的な文化的保護のシンボルとして注目されている。

## 装飾の特徴
オルネクは、植物（チューリップ、カーネーション、葡萄、薔薇）や幾何学模様（星、渦巻、格子）を組み合わせた小さなモチーフで構成される。各モチーフには象徴的な意味があり、例えばチューリップは繁栄と純粋さ、葡萄は豊穣と家族の絆を表す。ピンク、緑、黄色、青などの鮮やかな色は、クリミアの自然やイスラム芸術の影響を反映し、調和と活力を表現する。
技法には、絹や羊毛を用いた手刺繍、金糸を使った織物、陶器への手描き、木への彫刻があり、伝統的に女性が技術を継承してきた。「タンブール」と呼ばれる鎖縫い刺繍は、オルネクの鮮やかな色彩を際立たせる代表的な技法である。地域的には、バフチサライのオルネクは花卉モチーフが豊富で、フェオドシヤでは幾何学模様が強調される。
オルネクは以下のものに施される：
- 衣類：民族衣装（チパン、フェズ、ヤウリック）の刺繍
- 工芸品：陶器（ピサンカ、皿）、金属器、木工品、ジュエリー
- 家庭用品：家具、カーペット、壁掛け
- 建築：モスクやテキエ（デルヴィシュの修道場）の内装

現代では、ルステム・スキビンやマリナ・クルクチなどの職人が、陶器ピサンカや現代アートへの応用を通じてオルネクを革新している。2022年のパリ・ユネスコ本部での展示会では、スキビンの作品が国際的な評価を受けた。また、デジタルデザインへの応用も進み、スマートフォンアプリやNFTアートでオルネクが再解釈されている。

## 文化的意義
オルネクは、クリミア・タタール人の歴史、イスラム教の信仰、自然とのつながりを表現する。非具象的なデザインは、イスラム芸術の伝統に基づきつつ、クリミアの風景や生活を象徴的に描く。トルコのイznikタイルやモロッコのゼリージュと比較されるその様式は、イスラム芸術の普遍性とクリミアの地域性を融合させる。オルネクはウクライナの多文化遺産の一翼を担い、ペトリキウカ塗りやコシウ陶器と並ぶ文化的象徴として認識されている。
1944年の追放後、中央アジアの移住先でオルネクは文化的抵抗の手段となり、民族の記憶を繋いだ。女性は伝統的にオルネクの継承を主導し、現代ではNGO「アレム」がオンライン講座や学校プログラムを通じて若者を巻き込み、2023年には1,000人以上が参加した。ディアスポラでは、トルコのアンカラや米国のニューヨークでクリミア・タタール人コミュニティがワークショップを開催し、オルネクを次世代に伝えている。2014年のクリミア併合以降、オルネクはウクライナ本土や国際社会でクリミア・タタール人のウクライナへの帰属意識と文化的対話を強化する役割を果たしている。

## 無形文化遺産
オルネクは以下の経緯で無形文化遺産として登録された：
- 2018年2月：ウクライナ文化省によりウクライナの無形文化遺産に登録[17]。
- 2020年：クリミア・タタール人NGO「アレム」がオルネクの技術と知識を記録したデータベースを構築し、ユネスコ登録のノミネーションドシエを準備[2][18]。
- 2021年12月16日：ユネスコ第16回政府間委員会（16.COM）で無形文化遺産代表リストに登録[1]。

登録後、オルネクはウクライナの文化外交の象徴となり、2022年にはフランス、ドイツ、日本での展示会が開催された。登録はクリミア・タタール文化の観光振興にも寄与し、バフチサライの工芸ツアーやオンラインマーケットでのオルネク製品の需要が増加している。ウクライナのゼレンスキー大統領は、登録を「クリミア・タタール人の独創性とウクライナの文化的多様性の勝利」と称賛した。

## 現代の課題と展望
ロシアによるクリミア併合（2014年）以降、クリミアでのオルネクの保護は、ロシア当局の文化的制限により困難に直面している。多くのクリミア・タタール人アーティストはウクライナ本土や海外に移住し、伝統の継承を模索している。また、技術者の高齢化や若者の都市化による関心低下が課題となり、NGO「アレム」はオンライン講座や学校カリキュラムへの導入を進めている。
一方、展望としては、拡張現実（AR）や仮想現実（VR）を用いたオルネク体験、国際的なアートフェスティバルへの参加、クリミア・タタール文化を活用した観光ブランドの確立が期待される。2024年には、ユネスコとウクライナ政府がオルネクのデジタルアーカイブ構築を計画し、持続可能な継承を目指している。ルステム・スキビンは「オルネクはクリミア・タタール人の魂を映す鏡」と述べ、デジタル技術を通じたグローバルな発信を強調している。

## 記念コイン
2024年5月23日、ウクライナ国立銀行はオルネクを記念する5フリヴニャ（非貴金属）と10フリヴニャ（銀貨）の記念コインを発行した。「ウクライナの遺産」シリーズの一環で、ウクライナのユネスコ加盟70周年を記念した。デザインはオルネクの伝統的モチーフを採用し、NGO「アレム」のエスマ・アジイェヴァらがプレゼンテーションに参加した。

## ギャラリー

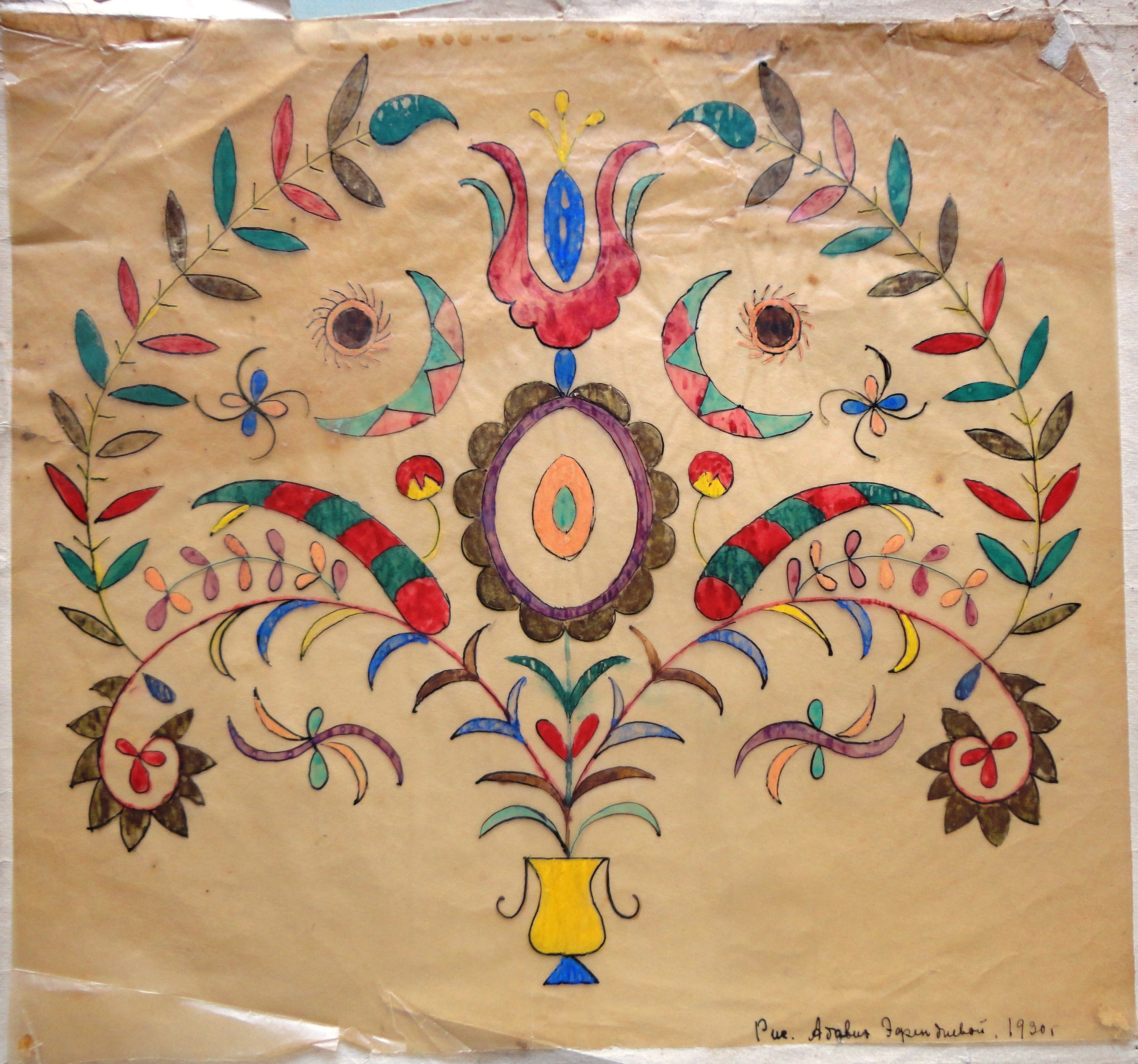
1920年、アダビア・エフェンディエバによる絹のオルネク刺繍（バフチサライ）
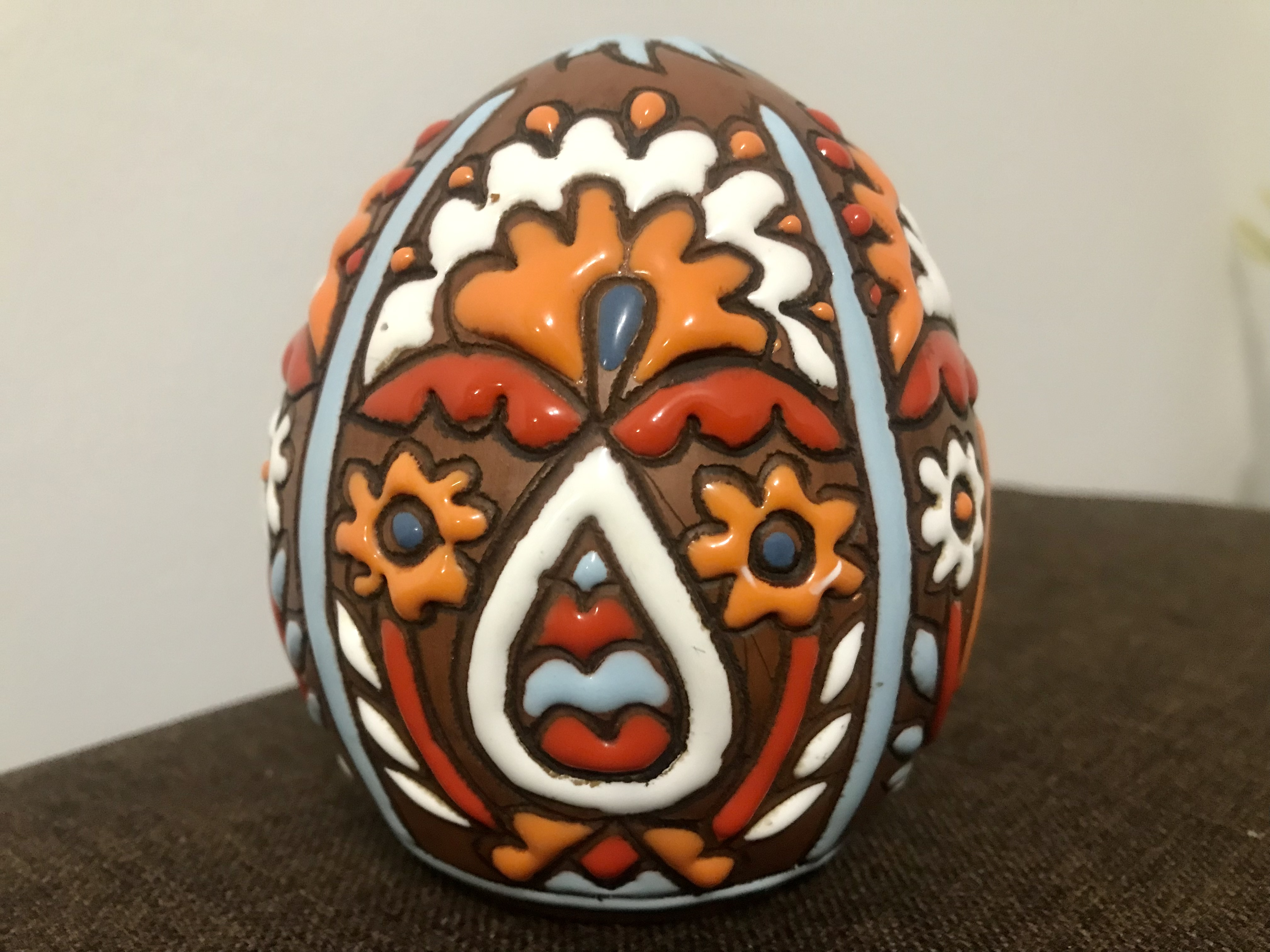
マリナ・クルクチ作のオルネク装飾ピサンカ（2020年、陶器）
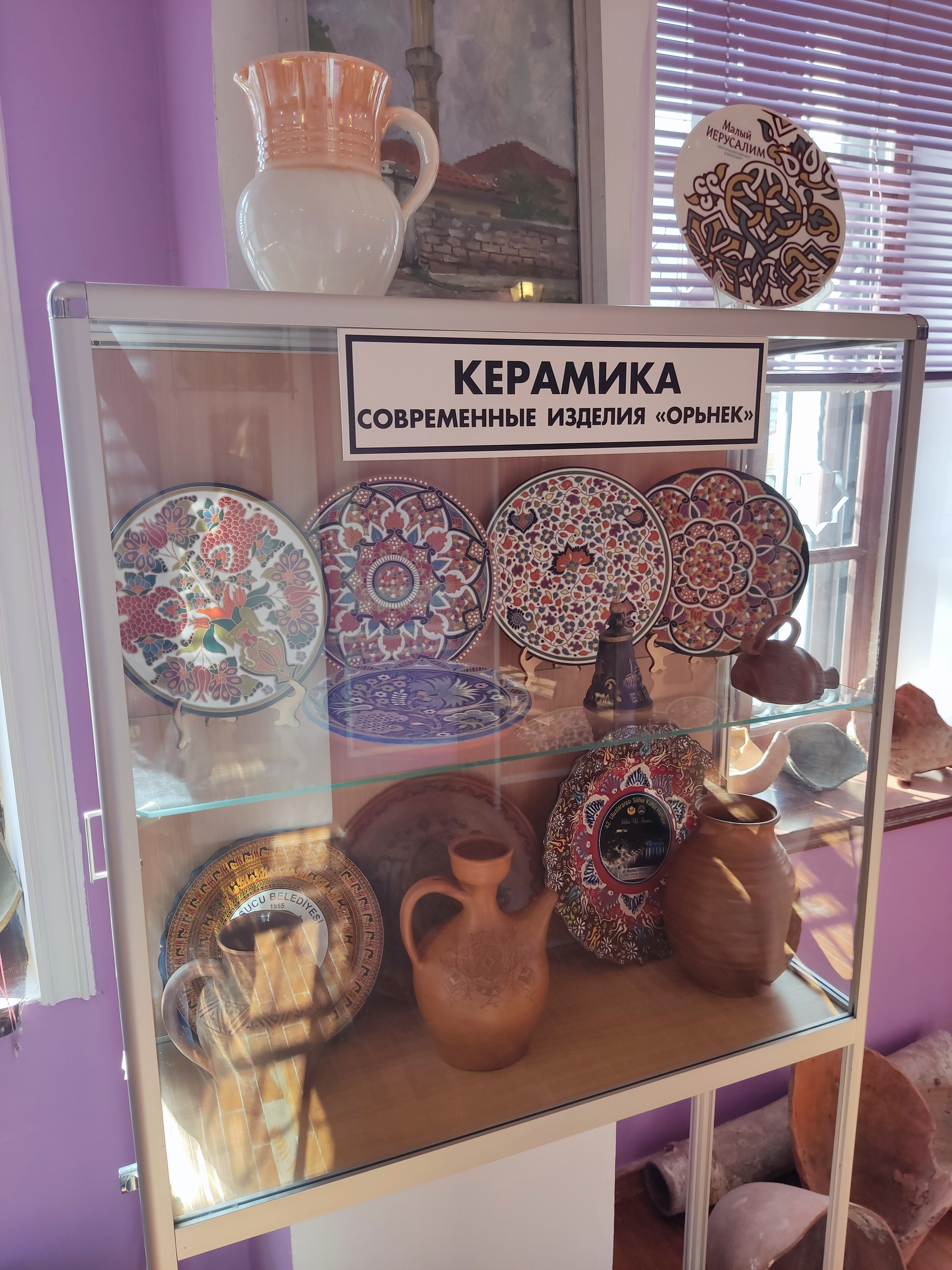
エウパトリアのテキエ（デルヴィシュ修道場）のオルネク壁装飾（2021年）
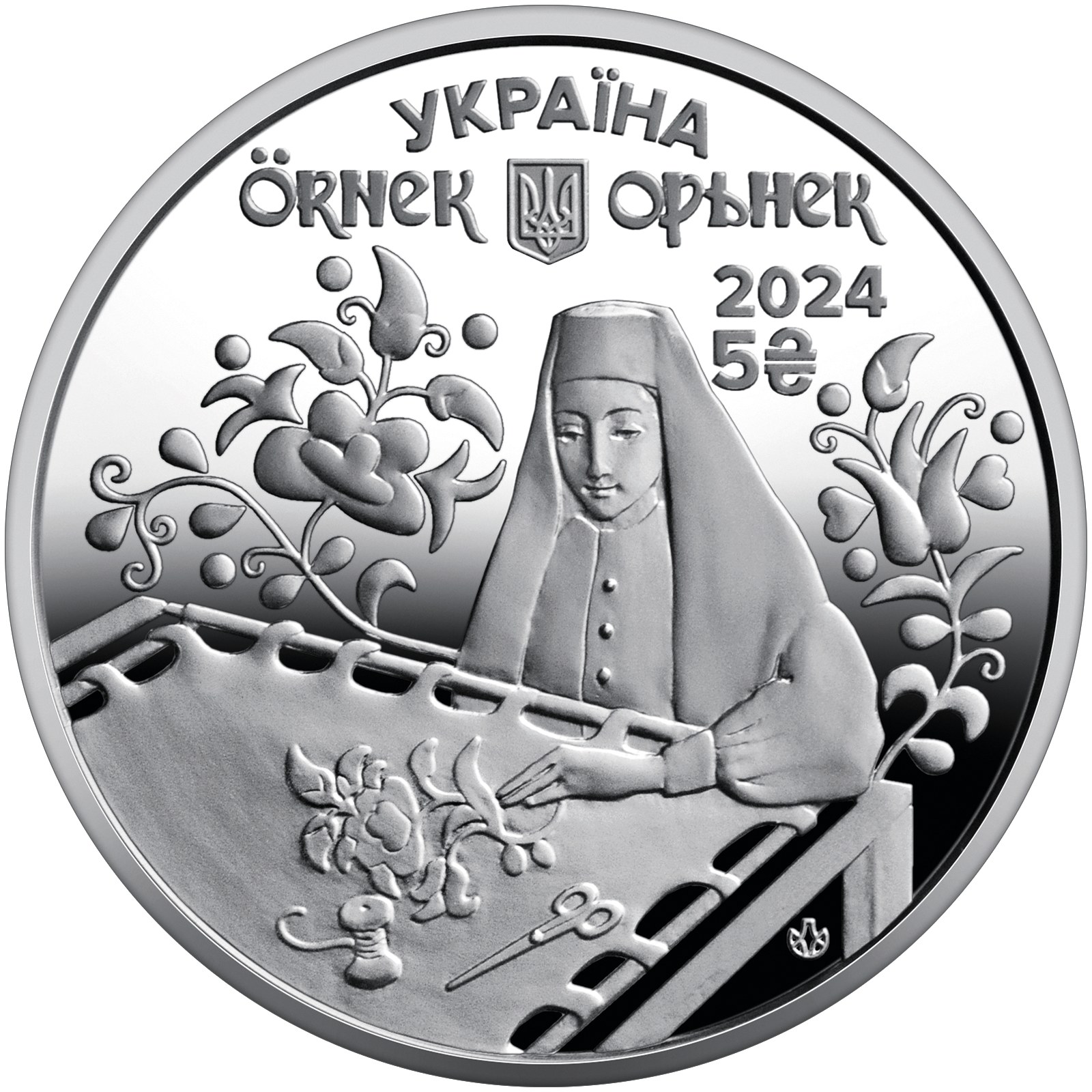
5フリヴニャ記念コイン（2024年、ウクライナ国立銀行）
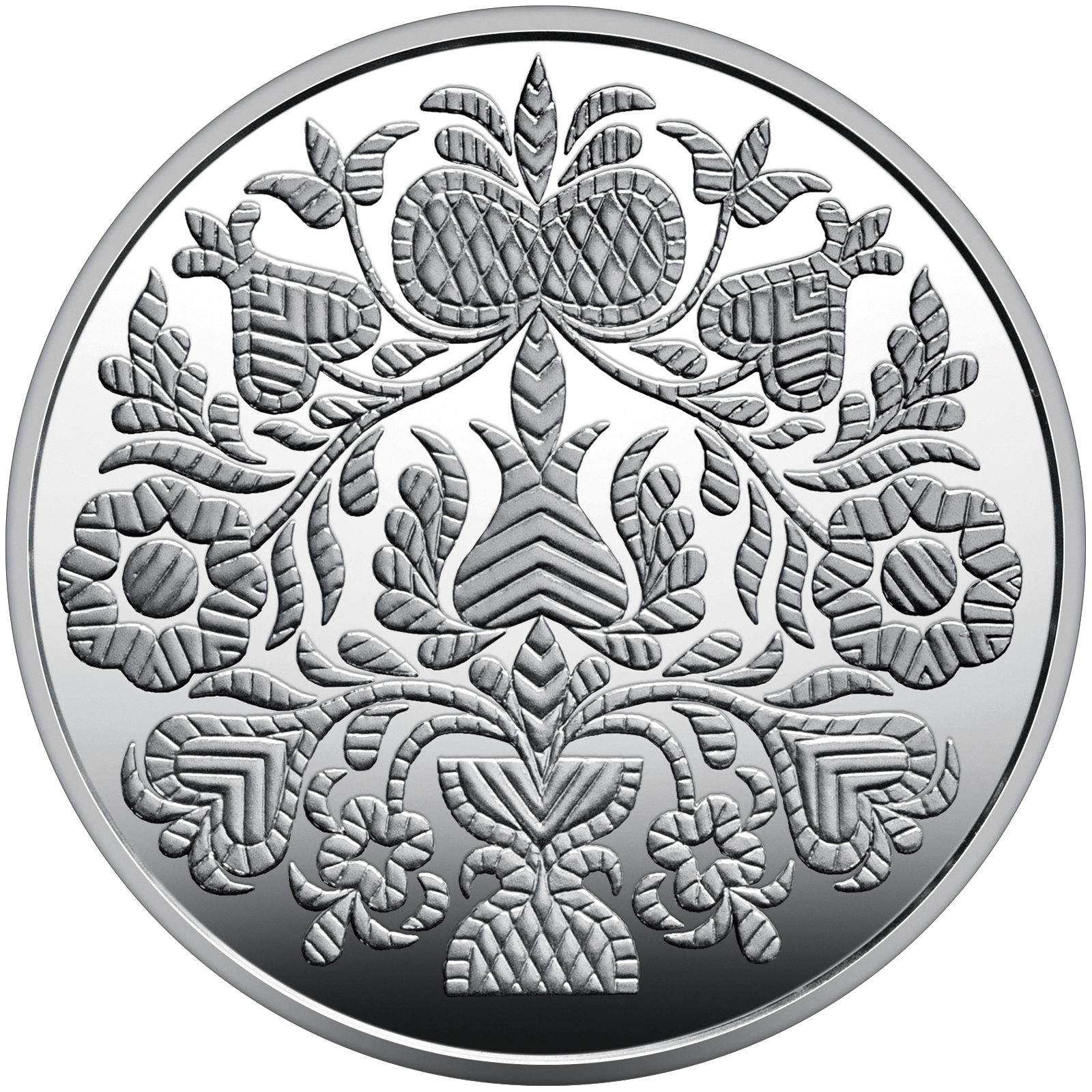
10フリヴニャ銀貨記念コイン（2024年、ウクライナ国立銀行）